# Alexandre Jagelão da Polônia
Alexandre Jagelão segundo Jan Matejko
brasão
assinatura
Alexandre Jagelão (em polonês/polaco: Aleksander Jagiellończyk, em lituano: Aleksandras Jogailaitis; Cracóvia, 5 de agosto de 1461 — Vilnius, 19 de agosto de 1506) foi Grão-Duque da Lituânia a partir de 1492 e Rei da Polônia de 1501 até sua morte em 1506. Era o quarto filho de Casimiro IV e membro da dinastia jaguelônica. Alexandre foi eleito grão-duque da Lituânia após a morte de seu pai e tornou-se rei da Polônia após a morte de seu irmão mais velho, João I Alberto.

## Juventude
Alexandre nasceu como o quarto filho do rei Casimiro IV Jagelão e Isabel da Áustria, filha do rei Alberto II da Germânia. Na época da morte de seu pai, em 1492, seu irmão mais velho, Vladislau, já havia se tornado rei da Boêmia (1471) e da Hungria e Croácia (1490), e o segundo irmão mais velho, São Casimiro, havia falecido (1484) após levar uma vida ascética e piedosa em seus últimos anos, resultando em sua posterior canonização. Enquanto o terceiro irmão mais velho, João I Alberto, foi escolhido pela nobreza polonesa (szlachta) para ser o próximo rei da Polônia, os lituanos elegeram Alexandre como seu próximo grão-duque em 20 de julho de 1492, o que equivalia a quebrar a união pessoal entre a Lituânia e a Coroa do Reino da Polônia. Alexandre manteve uma corte lituana e vários padres lituanos serviram em sua capela real da corte real polonesa.

## Grão-Duque da Lituânia (1492–1506)
Ele falava fluentemente lituano e também foi o último Grão-Duque da Lituânia a ter essa habilidade. O príncipe cuidou do desenvolvimento da capital Vilnius, bem como de assuntos importantes para o Estado. Usou a ajuda de conselheiros lituanos e deu independência ao Grão-Ducado na condução da política externa. Nunca houve um conflito entre ele e seu irmão mais velho no trono polonês.
O maior desafio que Alexandre enfrentou ao assumir o controle do grão-ducado foi um ataque à Lituânia pelo grão-duque Ivã III de Moscou e seus aliados, os tártaros do Canato da Crimeia, que começou logo após sua ascensão ao trono. Ivan III considerava-se o herdeiro das terras da Rússia de Kiev e estava empenhado em recuperar o território anteriormente conquistado pela Lituânia. Incapaz de impedir com sucesso as incursões, Alexandre enviou uma delegação a Moscou para fazer um acordo de paz, assinado em 1494 e cedeu extensas terras a Ivan. Em um esforço adicional para instaurar a paz entre os dois países, Alexandre ficou noivo de Helena, filha de Ivan III; eles se casaram em Vilnius em 15 de fevereiro de 1495. A paz não durou muito, pois Ivan III retomou as hostilidades em 1500. O máximo que Alexandre pôde fazer foi guarnecer Smolensk e outras fortalezas e empregar sua esposa Helena para mediar outra trégua entre ele e seu pai após a desastrosa Batalha de Vedrosha (1500). Nos termos dessa trégua, que foi concluída em 25 de março de 1503, a Lituânia teve que ceder cerca de um terço de seu território ao nascente Estado expansionista russo; Alexandre prometeu não tocar em terras como Moscou, Novgorod, Ryazan e outras, enquanto um total de 19 cidades foram cedidas. O historiador Edvardas Gudavičius disse:
“A guerra de 1492–1494 foi uma espécie de missão de reconhecimento conduzida pela Rússia unificada. [Os termos] do cessar-fogo de 1503 revelaram a agressão política planejada da Rússia e sua indubitável superioridade militar. O conceito de soberania sobre toda a Rússia, proposto por Ivan III, não deixava espaço para a existência do Estado lituano”.
Em 3 de março de 1501, ele fez uma aliança em Vilnius contra o Grão-Principado de Moscou com o mestre nacional da Livônia da Ordem Teutônica, Wolter von Plettenberg. Após a morte de João I Alberto, em 3 de outubro de 1501, foi eleito seu sucessor pela reunião do parlamento geral em Piotrków. Notificado por uma delegação do Sejm chefiada por Dom Boryszewski, ele partiu urgentemente da Lituânia para Cracóvia para a coroa polonesa, contando com o apoio polonês na guerra com Moscou.

### Também rei da Polônia (1501–1506)

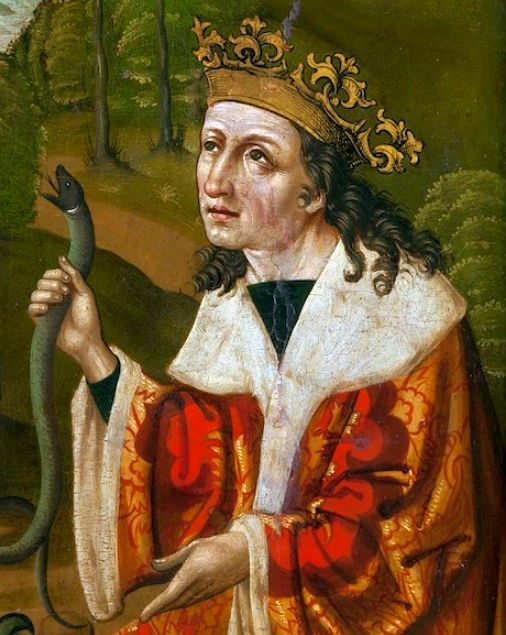
Como rei dos sarracenos, provavelmente o retrato mais preciso de Alexandre, por Jan Goraj, c. 1504

Em 12 de dezembro de 1501, na Catedral de Wawel, foi coroado Rei da Polônia pelo seu irmão, o Arcebispo de Gniezno e Primaz da Polônia, Cardeal Frederico Jagelão na presença, entre outros da mãe, Isabel da Áustria. A esposa de Alexandre não foi coroada rainha da Polônia, pois os bispos se opuseram dado que ela professava a fé ortodoxa. Ele obteve a coroa somente após a assinatura de dois atos sistêmicos, elaborados por magnatas poloneses: sobre a renúncia de seus direitos hereditários à Lituânia e fortalecimento da união polaco-lituana (União Mielnik, 1501) e concessão de poder no país ao Senado sob o privilégio Mielnik, o que logo aconteceu. Isso equivalia a colocar o rei sob o controle dos magnatas.
Em 28 de março de 1503, uma trégua de seis anos foi assinada, encerrando a Guerra de Moscou. Sob ele, 1/3 do território do Grão-Ducado da Lituânia estava sob ocupação de Moscou. Em 1504, o rei visitou Gdańsk, confirmou seus privilégios e resolveu problemas com questões comerciais.

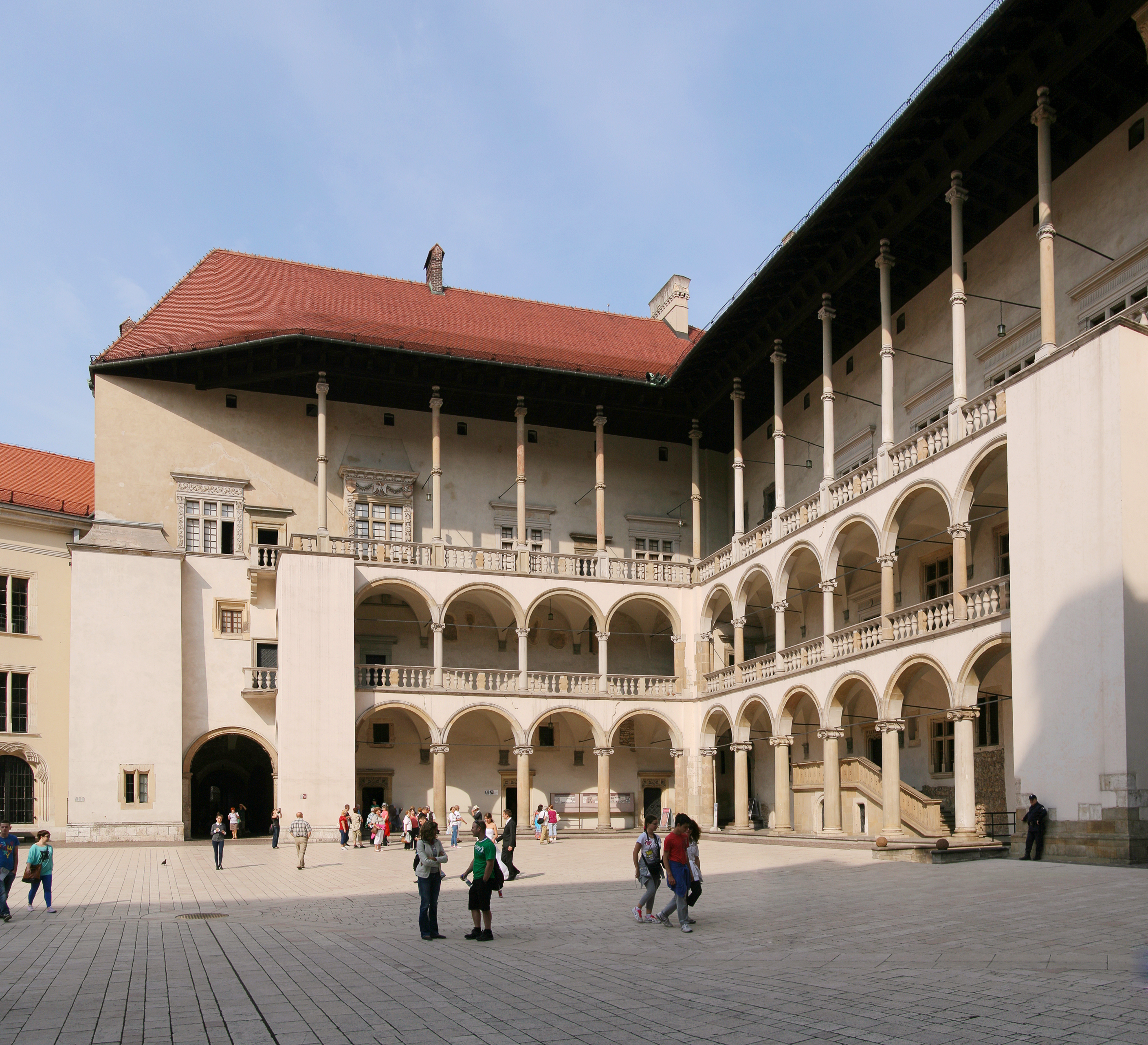
Parte do Castelo de Wawel construído por Alexandre

A falta de fundos para governar obrigou Alexandre a ser subserviente ao Senado (Sejm) e à nobreza (szlachta) polonesa, que o privou do controle da Casa da Moeda (na época uma das fontes de receita mais lucrativas para os reis poloneses), restringiu suas prerrogativas e, de modo geral, se empenhou em reduzi-lo a uma posição subordinada. Em 1505, outro “Sejm” do Reino da Polônia em Radom aprovou a Lei do “Nihil novi”, segundo a qual o rei não poderia decidir “nada de novo” sem o consentimento da nobreza, representada pelas duas câmaras legislativas, exceto leis que regessem cidades reais, terras da coroa, minas, feudos, camponeses reais e judeus. O assim chamado “Estatuto de Łaski” escrito pelo Grão-Chanceler da Coroa, Jan Łaski, constitui um conjunto de privilégios aos nobres e eclesiásticos, bem como direitos municipais em vigor no Reino. Este foi mais um passo na progressão da Polônia em direção a uma “Democracia Nobre”.
Durante o reinado de Alexandre, a Polônia sofreu humilhações adicionais nas mãos de seu principado vassalo, a Moldávia. Somente a morte de Estêvão, o grande hospodar da Moldávia, permitiu que a Polônia ainda mantivesse seu domínio sobre o rio Danúbio. Enquanto isso, a liberalidade do Papa Júlio II, que emitiu nada menos que 29 bulas a favor da Polônia e concedeu a Alexandre o óbolo de São Pedro e outras ajudas financeiras, permitiu-lhe conter um pouco a arrogância da Ordem Teutônica.

## Vida privada
Embora seu casamento com Helena de Moscou não tenha cumprido os objetivos políticos assumidos, o casamento de Alexandre (a única união oficial do governante polonês com a filha do príncipe de Moscou) é considerado bem-sucedido. Por outro lado, tanto as relações de Helena com sua sogra (rainha viúva Isabel da Áustria) quanto com a nobreza polonesa e a elite da igreja eram ruins. O motivo foi a relutância da rainha em mudar de religião (ela permaneceu ortodoxa até o fim de sua vida).

## Últimos anos

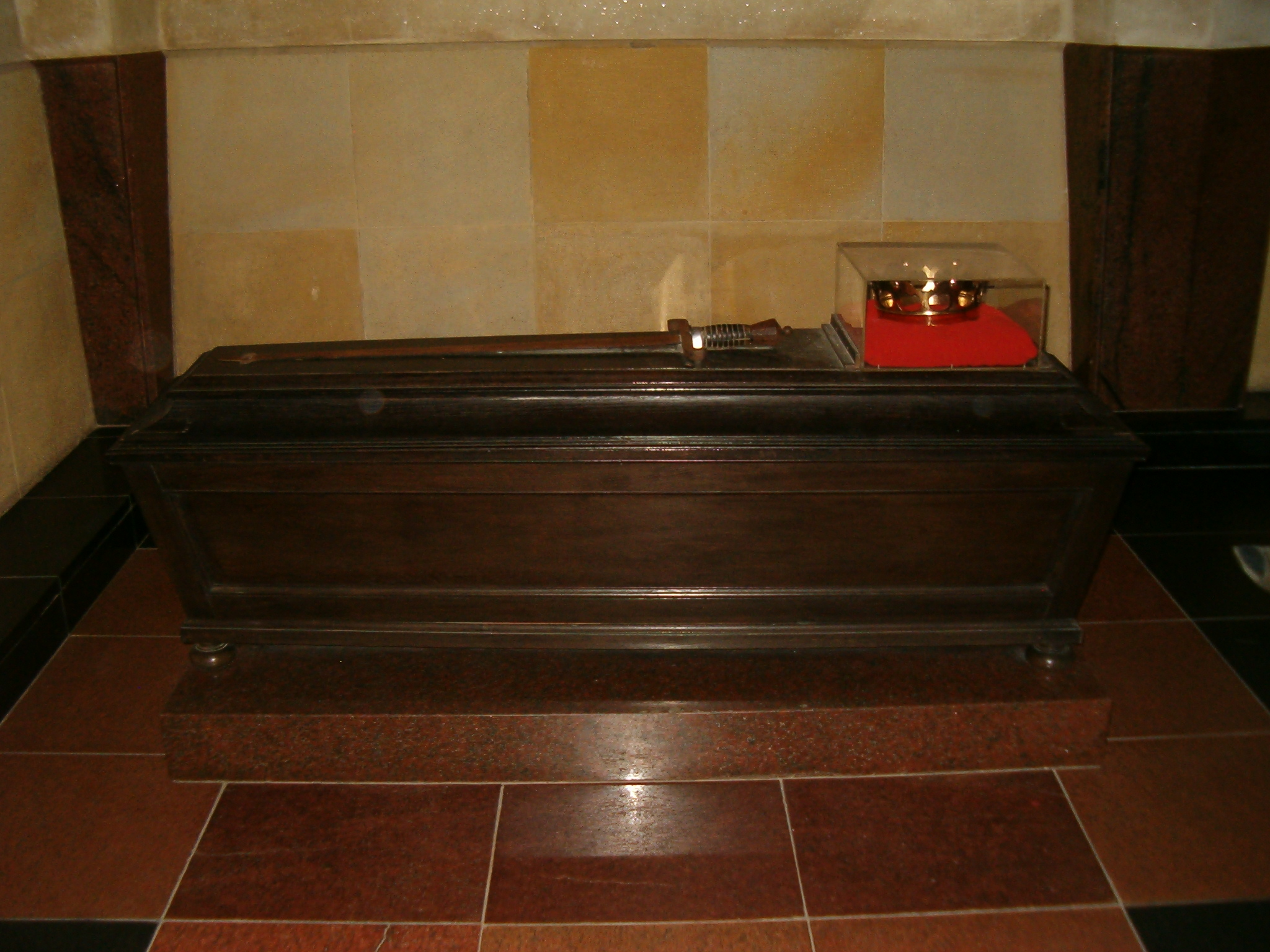
Sarcófago de Alexandre na Catedral de Vilnius

Durante o reinado do rei Alexandre em 1504, começou a construção de um palácio renascentista no Castelo de Wawel. Durante a vida do rei, uma ala noroeste foi construída. A construção foi continuada por seu irmão mais novo, Sigismundo I, o Velho.
A Prússia religiosa, os feudos da Moldávia e especialmente os tártaros da Crimeia, que invadiram a Lituânia várias vezes, também causaram muitos problemas. Alexandre nunca se sentiu em casa, na Polônia, e sempre que possível, procurou agradar a seus companheiros lituanos, sendo o mais notável deles, o magnata Michael Glinski, que justificou a confiança através de sua grande vitória sobre os tártaros em Kleck (5 de agosto de 1506), a notícia esta que foi trazida para Alexandre em seu leito de morte, em Vilnius.
Alexandre Jagelão morreu em 19 de agosto de 1506 sem filhos aos 45 anos em Vilnius sendo enterrado na catedral de Vilnius. Seu irmão, Sigismundo I, o Velho (1506–1548), que era 6 anos mais novo, foi eleito Grão-Duque da Lituânia e, em seguida, Rei da Polônia.
Em 1931, durante a restauração da catedral de Vilnius, o esquecido sarcófago de Alexandre foi descoberto, e desde então foi colocado em exibição.